# Pteronisis
Pteronisis is een geslacht van neteldieren uit de klasse van de Anthozoa (bloemdieren).

## Soorten
- Pteronisis echinaxis Alderslade, 1998
- Pteronisis incerta Alderslade, 1998
- Pteronisis laboutei (Bayer & Stefani, 1987)
- Pteronisis oliganema Alderslade, 1998
- Pteronisis plumacea (Briggs, 1915)
- Pteronisis provocatoris (Bayer & Stefani, 1987)
- Pteronisis whiteleggei (Thomson & Mackinnon, 1911)